# Велика седмица
Страсна седмица или Велика седмица (грч. Μεγάλη Εβδομάδα - Велика седмица), последња седмица Васкршњег поста пре Пасхе - Васкрса, проводила се од најстаријих времена у најстрожем посту. Апостолске установе прописују да се ове седмице употребљавају само хлеб, со и воће, а Велики петак и Велика субота су потпуно без хране. Од давнина се назива Великом седмицом.
Будући да се Света четрдесетница завршава у петак, пред Суботу Св. и праведног Лазара, Јерусалимска црква је ову суботу прибројавала Великој седмици. Сваки дан ове седмице, назива се у богослужбеним књигама, светим и великим због светих и великих догађаја који су се збили тих дана. Сваки дан има своју тему, а сви заједно се проводе у посту без уља, изузев Великог четвртка који се сматра празничним даном, јер је овога дана установљена Света тајна Евхаристије. Богослужење ових дана изложено је у Посном триоду. Посни триод ову седмицу назива Седмицом спасоносних страдања.

## Начин прослављања
Целу ову седмицу хришћани проводе у посту и молитви. Овај период је жалостан и зато су црквене одежде црне боје. Посебно умилним сећањима, молитвама и напевима издвајају се последња три дана. Понедељак, уторак и среда ове седмице посвећени су сећању на посљедње беседе Господа Исуса Христа са народом и ученицима.
Особеност богослужења прва три дана састоји се у следећем: на јутрењу после шестопсалмија и „Алилуија“, пева се тропар „Гле, иде Женик у поноћи, и блажен је слуга кога затекне да бди, а недостојан је онај кога затекне како спава. Стражари зато, душо моја, не обузми се сном, да не будеш предана смрти и да не будеш избачена ван Царства, него услиши нас који зовемо: Свет, Свет, Свет јеси Боже, Богородицом нас помилуј.“, а послије канона се поје „Двор Твој видим украшен, Спасе мој, а одеће немам да бих ушао унутра: просветли одећу душе моје, Светлодавче, и спаси ме.“ Сва три дана држи се Пређеосвећена Литургија са читањем Јеванђеља, које се читају и на јутрењу.